# تدفق المحلول الملحي
تدفق المحلول المالحي هو طريقة لتطهير الخطوط الوريدية (داخل الوريد) أو الخطوط المركزية أو الخطوط الشريانية من أي دواء أو سوائل قابلة للتلف للحفاظ على هذه الخطوط (داخل الوريد) ومنطقة دخول منطقة نظيفة ومعقمة. عادةً ما يتم إفراغ حقنة ملحية 5 مل من محلول ملحي في الوريد في منفذ الدواء الخاص بلوحة الوصل بعد إدخال إبرة التغذية. يمكن أن يؤدي الدم المتبقي في القنية أو المحور إلى ظهور جلطات أو عرقلة في إبرة التغذية. مطلوب التنظيف قبل توصيل أي شيء للتأكد أن داخل الوريد ما زال مفتوحًا.
يستخدم أيضا كتدفق مائي بعد أن يتم إعطاء الأدوية عبر منفذ الدواء لضمان وصول الدواء بالكامل، إذا تم إعطاء أدوية من خلال نفس الخط فيمكن استخدامه بين كل دواء لضمان عدم تفاعل الأدوية، هذا مهم بشكل خاص إذا تم استخدام أنظمة معقدة من الأدوية عن طريق الوريد كما هو الحال في العلاج الكيميائي.
يجب أن يكون الإحساس بتدفق المحلول الملحي غير مؤلم إذا كانت القنية في مكانها الصحيح، على الرغم من أنه إذا لم يكن المحلول الملحي ساخن، فقد يكون هناك إحساس سريع بارد. قد يشير الإحساس بالألم إلى حدوث انسداد أو التهاب في الوريد وهو مؤشر على ضرورة نقل مكان إبرة المغذية [.
يمكن استخدام محاليل أخرى غير المحلول الملحي العادي. يمكن استخدام محلول ملحي بالهيبارين في تنظيف خطوط الشرايين، لمنع تجلط وانسداد الخط.
عند استخدام المحاقن (لضخ الحقنة) لأداء تدفق ملحي، من المهم عدم إعادة استخدام المحاقن لعدة مرضى، على الرغم من أن الاتصال المباشر مع المريض لا يحدث بشكل طبيعي.